# مارتاز وین‌یارد
مارتاز وین‌یارد (Wampanoag: [Noepe] Error: {{Lang}}: متن دارای نشانه‌گذاری ایتالیک است (راهنما)) یک جزیره است که در جنوب کیپ کاد واقع شده است و در ماساچوست قرار دارد.
اغلب فقط به نام «وین‌یارد» خوانده می‌شود، این جزیره دارای زمینی به مساحت ۲۶۰ کیلومتر مربع بوده و از نظر بزرگی پنجاه و هشتمین جزیرهٔ آمریکا و سومین جزیره در سواحل شرق ایالات متحده است.